# Bay Ridge Band
I Bay Ridge Band sono stati un gruppo musicale newyorkese di musica leggera le cui tematiche sviluppate nei testi delle canzoni sono essenzialmente ispirate al mondo cristiano cattolico. Nel 2002 i Bay Ridge Band furono ospiti all'edizione annuale del Meeting di Rimini che inaugurarono col concerto Across the USA.
Il 19 Febbraio 2022, dopo diversi anni di assenza dai palcoscenici, sono protagonisti di un memorabile concerto - reunion, trasmesso in diretta streaming, in occasione della XIV edizione del New York Encounter.

## Formazione
- Chris Vath - piano, voce
- Valentina Oriani Patrick - voce, percussioni
- Molly Poole Ronan - voce
- Cas Patrick - voce, percussioni
- Maurizio "Riro" Maniscalco - chitarra, percussioni, voce
- Jonathan Fields - chitarra, basso, voce

## Discografia
- 1999 - Spirituals & Songs from the Stoop
- 2001 - In Transit
- 2002 - Another Morning